# Långtjärnarna (Anundsjö socken, Ångermanland, 706198-158556)
Långtjärnarna är en sjö i Örnsköldsviks kommun i Ångermanland och ingår i Moälvens huvudavrinningsområde.